# 이윤인
이윤인(李尹仁, 1415년 ~ 1471년 7월 16일)은 조선 전기의 문신으로, 본관은 경주(慶州), 자는 임지(任之)이다. 5대조는 고려 문하시중을 지낸 이제현(李齊賢)이고 고조는 이달존(李達尊)이다. 아들은 이공린(李公麟)으로 사육신 박팽년의 사위이고 이공린의 집안은 그 아들 여덟로 인하여 팔별(八鱉)집으로 불린다.

## 생애
1447년(세종 29) 식년 문과에 정과(丁科) 12위로 급제했다.
1452년(문종 2) 봉례랑(奉禮郞)으로서 『세종실록』의 편수에 참여했으며, 1455년(세조 원년) 이조좌랑(吏曹佐郞)으로 재직 중 세조(世祖)가 즉위하자 원종공신(原從功臣) 2등에 책록되었다.
1462년(세조 8) 사복시소윤(司僕侍少尹)에서 사복시윤(司僕侍尹)으로 승진했으며, 1464년(세조 10) 3월 하등극사(賀登極使)인 우의정(右議政) 황수신(黃守身)의 검찰관(檢察官)이 되어 북경(北京)에 다녀왔다.
동년 12월 지병조사(知兵曹事)를 겸했으며, 이듬해 강원도관찰사(江原道觀察使)로 나갔다.
1467년(세조 13) 2월 한성부우윤(漢城府右尹), 5월 의주목사(義州牧使), 10월 전라도관찰사(全羅道觀察使)를 거쳤으며, 1469년(예종 원년) 파직된 이덕량(李德良)을 대신해 평양부윤(平壤府尹)이 되었다.
1470년(성종 원년) 평안도관찰사(平安道觀察使)가 되고 평양부윤을 계속 겸했으며, 이듬해 평양에서 졸했다. 향년 57세.
묘지는 경기도 연천군 미산면 백석리에 있으며, 부인인 남양(南陽) 홍씨(洪氏)와 합장되어 있다.

## 가족
- 고조 - 증(贈) 사간(司諫), 이달존(李達尊, 1313년 ~ 1340년), 문하시중 이제현(李齊賢)의 차남 
  - 증조 - 이덕림(李德林, 1330년 ~ ?)[1] : 지여흥군사(知麗興郡事)
    - 조부 - 이신(李伸)[1] : 제주도안무사(濟州都安撫使)
      - 아버지 - 이지번(李之蕃, ? ~ 1449년)[1]
      - 어머니 - 윤상(尹常)의 딸[1]
        - 동생 - 이재인(李在仁)[8]
        - 동생 - 이존인(李存仁)[8]
        - 동생 - 이유인(李有仁, ? ~ 1492년) : 예조참판(禮曹參判)
        - 동생 - 이원인(李元仁)[8]
        - 동생 - 이처인(李處仁)[8]
        - 부인 - 만호(萬戶) 홍중량(洪仲良)의 딸[1]
          - 아들 - 이공린(李公麟)[1] : 창평현령(昌平縣令), 오(鰲), 구(龜), 원(黿), 타(鼉), 별(鱉), 벽(鼊), 경(鯨), 곤(鯤) 등 여덟 아들을 두었다.